# Sommet du Pinet
Pour les articles homonymes, voir Pinet (homonymie).
Le sommet du Pinet (ou Le Pinet ou Le Truc) est une montagne du massif de la Chartreuse située au sud du mont Granier, culminant à 1 867 m d'altitude.
Située entre les communes d'Entremont-le-Vieux, Saint-Pierre-d'Entremont en Savoie et Sainte-Marie-du-Mont, sa crête délimite la frontière entre l'Isère et la Savoie.

## Ascension
Un départ de randonnée pédestre est situé à Saint-Pierre-d'Entremont en Savoie.

## Spéléologie
Sous le sommet du Pinet existe un important réseau souterrain, le système Pinet- Brouillard de 11 175 mètres de développement pour 507 mètres de profondeur. Ce système n'est pas relié au réseau de l'Alpe pourtant proche. À proximité s'ouvre le réseau du Grand Glacier  de 371 m de dénivelé pour une longueur de 2 926 mètres bien connu pour sa rivière de glace.

## Protection environnementale
Le sommet du Pinet est situé dans la réserve naturelle nationale des Hauts de Chartreuse.